# Johannes Hirschbichler
Johannes Hirschbichler, né le 27 février 1993 à Weißbach bei Lofer, est un coureur cycliste autrichien, membre de l'équipe Union Raiffeisen Radteam Tirol .

## Biographie
Johannes Hirschbichler obtient sa première licence cycliste amateur en 2015. En 2018, il court au sein de l'équipe continentale autrichienne Vorarlberg-Santic. Il passe cependant une saison difficile, notamment en raison d'une lourde chute à l'entraînement en début d'année, qui perturbe la suite de sa saison,.
Jusqu'alors peu connu, il se révèle au niveau national lors de la saison 2019 en terminant troisième du championnat d'Autriche du contre-la-montre,,. Après cette performance, il est sélectionné en équipe d'Autriche pour participer aux championnats d'Europe d'Alkmaar, où il se classe 23e du contre-la-montre. 
Sa saison 2020 est quasiment blanche, en raison de l'interruption des courses à la suite de la pandémie de Covid-19. Pour 2021, il signe avec l'équipe Hrinkow Advarics Cycleang,.

## Palmarès
- 2019
  - 2e du championnat d'Autriche du contre-la-montre
- 2024
  - 3e du championnat d'Autriche du contre-la-montre

## Classements mondiaux
| Année           | 2019   | 2020 |
| --------------- | ------ | ---- |
| UCI Europe Tour | 1 011e | 953e |